# Uroxys terminalis
Uroxys terminalis är en skalbaggsart som beskrevs av Waterhouse 1891. Uroxys terminalis ingår i släktet Uroxys och familjen bladhorningar. Inga underarter finns listade i Catalogue of Life.